# Воронування

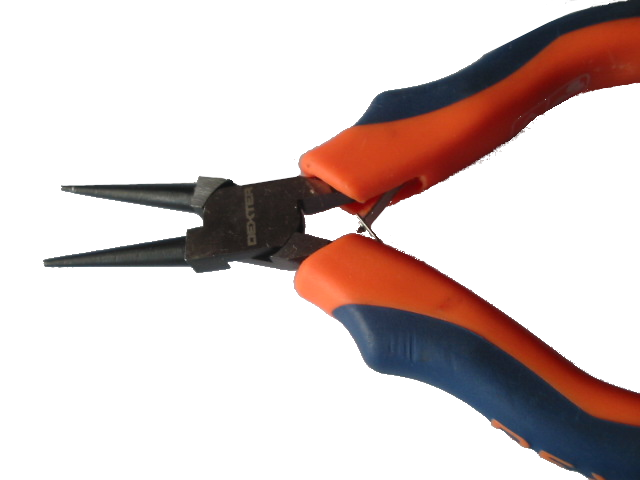
Круглогубці з воронуванням металевих поверхонь

Воронува́ння або чорні́ння (англ. bluing) — створення оксидної плівки (Fe3O4 та ін.) від чорного до темно-синього кольору різних відтінків на поверхні виробів з вуглецевої або низьколегованої сталі і чавуну. Є різновидом оксидування.
Структура, захисні властивості та зовнішній вигляд зумовлені товщиною оксидних плівок. Оптимальними властивостями відзначаються плівки завтовшки від 0,004 до 2,5 мкм.

## Види воронування
Розрізняють воронування лужне, кислотне й термічне.
Лужне воронування провадять зануренням виробів у гарячий розчин (температура 140…150° С) лугу (гідроксиду натрію) і окиснювачів (нітрату або нітриту натрію). Після такого воронування вироби покривають тонким шаром масляного лаку.
Кислотне воронування здійснюють у розчині нітрату барію і фосфорної кислоти при температурі 98…100°С протягом 20…З0 хв.
Термічне воронування полягає в нагріванні виробів з обмеженим доступом повітря при температурі 250…350°С протягом декількох хвилин і в середовищі перегрітої водяної пари температурою 200…500°С.

## Використання
Оксидна плівка на маловуглецевій сталі має глибокий чорний колір, а на високовуглецевих сталях — чорний із сіруватим відтінком. Протикорозійні властивості поверхневої плівки оксидів невисокі, тому сфера застосування цього методу обмежена. Воронування застосовують переважно для декоративного оздоблення і захисту від корозії виробів.
Майже вся стрілецька зброя, деякі слюсарні інструменти (плоскогубці, ножівкові полотна тощо) і низку точних приладів піддають воронуванню, в результаті чого вироби набувають гарного чорного кольору. Воронування використовують і в тому випадку, коли необхідно зберегти початкові розміри виробів (з малими допусками на розміри), оскільки оксидна плівка зазвичай має товщину близько 1,0-1,5 мкм.